# Aisling Bea
Aisling Clíodhnadh O'Sullivan (født 16. marts 1984, Kildare i Irland), kendt professionelt som Aisling Bea er en irsk komiker, skuespiller og forfatter.

## Filmografi

### Skuespil
| År        | Titel                              | Rolle                   | Noter                                  |
| --------- | ---------------------------------- | ----------------------- | -------------------------------------- |
| 2002      | The Actors                         | Rita                    | Film                                   |
| 2009      | Fair City                          | Cliodhnah Norris        | 3 episodes                             |
| 2009      | We Are Klang                       | Inspector               | 1 episode                              |
| 2009      | The Roy Files                      | Ticket girl (voice)     | Episode: "Truth And Lies"              |
| 2009      | Belonging to Laura                 | Leanne Thompson         | Television film                        |
| 2010      | Inn Mates                          | Elf                     | Pilot                                  |
| 2009–2014 | The Savage Eye                     | Various                 | 4 episodes                             |
| 2010      | L.O.L                              | Various                 | Pilot Writer                           |
| 2010      | Freedom                            | Aisling                 | Pilot                                  |
| 2010      | Come Fly with Me                   | Mary O'Mara             | 1 episode                              |
| 2011      | Lewis                              | Hotel receptionist      | 1 episode                              |
| 2011      | Holby City                         | Amelia Warner           | 1 episode                              |
| 2012      | Cardinal Burns                     | Sally                   | 5 episodes                             |
| 2012      | Dead Boss                          | Laura Stephens          | 6 episodes                             |
| 2012      | In with the Flynns                 | Naimah                  | 1 episode                              |
| 2012      | The Town                           | Carly                   | 3 episodes                             |
| 2012      | Trivia                             | Ruth                    | 6 episodes                             |
| 2012      | Assassin's Creed III               | Emily Burke (voice)     | Video game                             |
| 2013      | Fit                                | Various                 |                                        |
| 2013      | Soul Sacrifice                     | Similia (voice)         | Video game                             |
| 2013      | Quick Cuts                         | Customer                | 1 episode                              |
| 2013      | Tattooed                           | Eve                     | Short film                             |
| 2013      | Very Few Fish                      | Gráinne                 | Short film                             |
| 2014      | Playhouse Presents                 | Toddler Woman           | 1 episode                              |
| 2014      | The Architects                     | Hayley (voice)          | BBC Radio 4 4 episodes                 |
| 2014      | The Assets                         | Kara Jensen             | 1 episode                              |
| 2014      | Vodka Diaries                      | Nic                     | Pilot                                  |
| 2014      | The Sunny                          | Emma                    | Pilot                                  |
| 2014–2015 | Trollied                           | Charlie                 | 13 episodes                            |
| 2015      | Funny Valentines                   | Sarah                   | 2 episodes                             |
| 2015      | The Delivery Man                   | Lisa                    | 6 episodes                             |
| 2015      | The Trap                           | Marie                   |                                        |
| 2015      | Nish Kumar's Christmas             | Agent                   | Short film                             |
| 2016      | Bullet to the Heart                | Jane                    | Short film Writer                      |
| 2016      | Damned                             | Anne-Marie              | 1 episode                              |
| 2016      | The Fall                           | Kiera Sheridan          | 4 episodes                             |
| 2017      | Drunk History                      | Guinevere               | 1 episode                              |
| 2017      | Gap Year                           | Kendra                  | 2 episodes                             |
| 2018      | Hard Sun                           | Mari Butler             | 5 episodes                             |
| 2018      | Plebs                              | Minerva                 | 1 episode                              |
| 2018      | I Feel Bad                         | Simone                  | 1 episode                              |
| 2018      | Finding Joy                        | Amelia                  | 6 episodes                             |
| 2019      | State of the Union                 | Anna                    | Episode: "Plaster Cast"                |
| 2019-nu   | Living with Yourself               | Kate Elliot             | 8 episodes                             |
| 2019-nu   | This Way Up                        | Aine                    | 12 episodes Writer, executive producer |
| 2020      | Love Wedding Repeat                | Rebecca                 |                                        |
| 2020      | Quiz                               | Claudia Rosencrantz     | 3 episodes                             |
| 2021      | Amphibia                           | Captain Beatrix (voice) | Episode: "Barrel's Warhammer"          |
| 2021      | Home Sweet Home Alone              | Carol                   |                                        |
| TBA       | Riverdance: The Animated Adventure |                         |                                        |

### Stand-up comedy
| År        | Titel                                       | Kanal             | Sted                      |
| --------- | ------------------------------------------- | ----------------- | ------------------------- |
| 2009      | Sabotage                                    | BBC Radio 4 Extra | Live at Hoxton Hall       |
| 2009      | Fresh From the Fringe                       | BBC Radio 4       | Edinburgh Festival Fringe |
| 2013      | Seann Walsh's Late Night Comedy Spectacular | BBC Three         | Edinburgh Festival Fringe |
| 2013      | Russell Howard's Good News                  | BBC Three         |                           |
| 2013      | Set List                                    | Nerdist Channel   |                           |
| 2014      | Live at the Apollo                          | BBC One           | Hammersmith Apollo        |
| 2014–2016 | Channel 4's Comedy Gala                     | Channel 4         | O2 Arena                  |
| 2018      | Netflix Comedy Lineup                       | Netflix           |                           |

### Panelshows
Siden 2016 har Bea været holdkaptajn på 8 Out of 10 Cats, efter at have været gæst i showet i 2013 og 2014. Hun har deltaget i en række andre panelshows, inklusive:
- Sunday Brunch (2021)
- Have I Got News for You (2021)
- QI (2015, 2016, 2017, 2018, 2019, 2020)
- Richard Osman's House of Games (2020)
- Insert Name Here (2016, 2018)
- Taskmaster (2017)
- The Big Fat Quiz of the Year (2016, 2017)
- @midnight (2016, 2017)
- The Last Leg (2016, 2017, 2018, 2019, 2020, 2021)
- Word of the Year 2017 (2017)
- 8 Out of 10 Cats Does Countdown (2014, 2015, 2016, 2019)
- A League of Their Own (2015, 2016)
- Room 101 (2016)
- The Unbelievable Truth (2016)
- It's Not What You Know (2016)
- Very British Problems (2015, 2016)
- Duck Quacks Don't Echo (2015)
- Jack Dee's HelpDesk (2015)
- Alan Davies: As Yet Untitled (2015)
- Listomania (2015)
- Would I Lie to You? (2015)
- Channel 4's Alternative Election Night (2015)
- Celebrity Squares (2014, 2015)
- This Week (2014)
- Don't Make Me Laugh (2014)
- Virtually Famous (2014)
- Never Mind the Buzzcocks (2014)
- Don't Sit In The Front Row (2013)
- The Guessing Game (2013)
- Bad Language (2013)
- Sweat the Small Stuff (2013)